# Királyi palota (Varsó)
A varsói királyi palota (lengyelül: Zamek Królewski w Warszawie) a város főterén a várban található. Története a 15. századra nyúlik vissza. 1407 és 1410 között épült az emeletes gótikus téglavár. 1548-tól 1556-ig Sforza Bona lengyel királyné rezidenciája volt. 1568–1572 között felújították az épületegyüttes egyes részeit. Jakub Parr építész dolgozott a munkálatokon. 1595-ben a lengyel király, III. Zsigmond lengyel király a kastély bővítéséről döntött.
A 18. század második felében renoválták a belső tereket. A 19. században Oroszországba szállították a palota berendezéseinek jelentős hányadát. Miután Lengyelország visszanyerte függetlenségét a tárgyakat visszaszállították Varsóba.
A királyi palotát a történelem során többször feldúlta és kifosztotta a svéd, brandenburgi és orosz sereg. A 19. században, a novemberi felkelést követően, a cár adminisztratív központként használta. 1926 és a második világháború között a palota a lengyel elnök (lengyelül: Ignacy Mościcki) rezidenciája volt.
A második világháború legelején már súlyos légicsapások érték az épületet, amely 1939. szeptember 17-én leégett. A helyiek ugyan megpróbálták helyrehozni a tetőt, de a megszállók szándékosan visszabontatták azt, hogy siettessék az épület romba dőlését. Végül 1944 szeptemberében a varsói felkelés során a Wehrmacht felrobbantotta a kastélyt, amely teljesen megsemmisült. Habár a helyreállítási munkálatok hamar megindultak a háború után az Óvárosban, ám ideológiai okokból a királyi palota újjáépítése csak 1971-ben kezdődött meg nemzeti összefogással. Az elkészült épületet végül 1984-ben nyitották meg a publikumnak.
Fontos oktatási központ lett, művészeti alkotásaikból tárlatot rendeztek, Európa egyik legnagyobb kiállítását tekinthetik meg a látogatók.
1980-ban Varsó történelmi központja – melynek része a királyi palota is – elnyerte az UNESCO Világöröksége címet. Ma a palota történelmi és nemzeti emlékműnek számít, nemzeti múzeumként is funkcionál.

## Története

### A középkori kastély
1339-ben a varsói pápai legátus tárgyalta a III. Nagy Kázmér lengyel király által a Német Lovagrend ellen indított pert. Azt állította, hogy jogtalanul foglalták el Lengyelország területének egy részét- Pomeránia és Kujávia területét. Az ebben az ügyben keletkezett dokumentumok a legkorábbi írásos emlékek Varsó létezéséről. Abban az időben földből és fából készült védművekkel körülvett erődített város volt, amely a mai királyi vár helyén állt, és Trojden, Mazóvia hercegének székhelye volt. A 13. század végén, Konrád herceg uralkodása idején épült fel a Kis udvarháznak (latinul: Curia Minor) nevezett fa- és földvár (gród). A következő herceg, I. Kázmér úgy döntött, hogy felépíti a Nagy tornyot (latinul: Turris Magna), amely valószínűleg Varsó egyik első téglaépülete volt.
A 14. század közepén épült fel a vár tornya, amelynek maradványai az első emeletig a mai napig fennmaradtak. I. János  herceg uralkodása idején, 1407 és 1410 között épült a Curia Maior (Nagykúria). 1944-ben még álló homlokzatát a németek ledöntötték, de azóta újjáépült. Az új rezidencia jellege és mérete (47,5 m*14,5 m) döntött az épület státuszának megváltoztatásáról, és 1414-től hercegi kastélyként működött.

### A reneszánsz időszak
Amikor a Mazóviai Hercegséget 1526-ban a Lengyel Királysághoz csatolták, az épület, amely addig a mazóviai hercegek kastélya volt, a királyi rezidenciák egyike lett. 1548-tól Sforza Bona királyné lakott benne lányaival, Izabellával, aki később magyar királyné lett, Katalinnal, a későbbi svéd királynéval és Annával, a későbbi lengyel királynővel. 1556-1557-ben és 1564-ben II. Zsigmond Ágost lengyel király Varsóba hívta össze a királyi parlamenteket. Ezek a várban üléseztek. A lublini uniót (1569) követően, amellyel a lengyel korona és a Litván Nagyfejedelemség egy országként egyesült, a varsói vár vált a rendszeresen összehívott kétnemzetiségű állam parlamentjének helyszínévé. 1569-1572-ben II. Zsigmond Ágost király megkezdte a vár átalakítását, az építészek  Giovanni Battista di Quadro és Giacopo Pario voltak.
A Curia Maior épületét úgy alakították át, hogy a parlament számára is helyet biztosítson, a földszinten (a régi képviselőházban) a képviselőház (Szejm - a nemesek küldöttei), az emeleten pedig a szenátusi terem (ahol a szenátorok a király jelenlétében vitáztak) kapott helyet. Ez volt az egyik első kísérlet Európában egy olyan épület létrehozására, amelyet kizárólag parlamenti célokra használtak. A Curia Maior parlamenti jellegét hangsúlyozzák a homlokzat festményei: Lengyelország, Litvánia és a különböző régiók címerei, amelyekből a küldötteket választották. A Curia Maior mellett egy új, reneszánsz stílusú épületet emeltek, amelyet Királyi Ház néven ismertek, és itt lakott az uralkodó, amikor a parlament ülésezett.

### A Vasa-korszak és az özönvíz
A kastélyon a következő átalakításokat III. Vasa Zsigmond uralkodása idején végezték, aki a királyi székhelyet Krakkóból Varsóba helyezte át. 1598-1619 között a kastélyt kibővítették, 1598-1619-ben pedig a várat megnagyobbították. Az átépítéssel Giovanni Trevano lett megbízva, terveit valószínűleg Vincenzo Scamozzi velencei építész módosította.
1601 és 1603 között Giacomo Rodondo fejezte be az új északi szárnyat. 1602-től Paolo del Corte irányította az építkezést. Később, 1614 után, amikor Matteo Castelli vette át a vezetést, a nyugati szárnyat átépítették (a mai Plac Zamkowy oldalról) kancelláriának és marsallhivatalnak. 1614 végén épült a déli szárny. Így összesen a manierista-korabarokk stílusban öt szárnyat építettek. 1619-ben készült el az Új királyi torony (latinul: Nova Turris Regia), más néven Zsigmond-torony. Ez 60 méter magas volt, és az újonnan épített, 90 méter hosszú nyugati vár közepén kapott helyet. A torony tetején egy aranyozott mutatókkal és réz számlappal ellátott órát helyeztek el. Az új torony sisakja13 méter magas volt, tetején fémgömbbel és rézzászlóval.
1611. október 29-én a szenátusi teremben tette hódolatát a Stanisław Żółkiewski hetman által legyőzött és elfogott IV. Vaszilij orosz cár III. Zsigmondnak.
III. Zsigmond és a Vasa-dinasztia utódai, IV. Ulászló és II. János Kázmér számos gazdag műkincset gyűjtöttek össze a kastélyban, például keleti szőtteseket, faliszőnyegeket és számos festményt olyan híres festőművészektől, mint Tiziano, Veronese, Jacopo Bassano, Tintoretto, Palma il Giovane, Antonio Vassilacchi, Tommaso Dolabella, Guercino, Guido Reni, idősebb Joseph Heintz, Bartholomeus Spranger, Roelant Savery, Rembrandt, Pieter Soutman, Peter Danckerts de Rij, Peter Paul Rubens, idősebb Jan Brueghel, Daniel Seghers, Georg Daniel Schultz, valamint Giambologna, Giovanni Francesco Susini és Adriaen de Vries szobrászművészektől. Ezek a pompás műalkotások vagy megsemmisültek, vagy kifosztották őket a svédek és az oroszok 1655-1657-es lengyelországi inváziói során, az úgynevezett özönvíz idején. 1655-1657-ben a svédek elrabolták a felbecsülhetetlen értékű képeket, bútorokat, faliszőnyegeket, a királyi könyvtárat, a korona levéltárát, számos szobrot, egész padlókat és királyi zászlókat. A kastélyban rendezték be a Lazareth nevű tábori kórházukat, ami ráadásul hozzájárult az épületek pusztulásához. Néhány hónappal később a seregek a többit is lerombolták, kifosztották a rézelemek nagy részét, a kastély padlózatának maradékát pedig feldúlták.
A Vasa-korból fennmaradt kastélyberendezések többsége az utolsó Vasa uralkodó, II. János Kázmér és francia származású felesége, Gonzaga Lujza Mária adományaként került a varsói vizitációs kolostor gyűjteményébe.
1628-ban a várban mutatták be az első lengyel operát, a Galateát. A királyi kastélyban felépített kétszintes, több mint 50 méter hosszú operatermet a svédek és németek elpusztították, majd az 1660-as években II. János Kázmér király újjáépíttette.

### A késő barokk korszak
1657-ben kezdődött a vár újjáépítése Izydor Affait olasz építész vezetésével. A következő lengyel király, I. Korybut Mihály pénzhiány miatt nem döntött radikális újjáépítés mellett, csak a lerombolt épületek újjáépítésére szorítkozott. A rezidencia rossz állapota miatt 1669-ben az Ujazdów-kastélyba kellett költöznie. Egészen 1696-ig, a következő lengyel király, III. Sobieski János haláláig nem végeztek komolyabb munkálatokat, azokat is csak az épület aktuális állapotának ellenőrzésére korlátozták. A kastélyban továbbra is megtartották az országgyűlés üléseit, valamint a különböző állami alkalmakat, például amikor a Hohenzollern porosz hercegek hódoltak a lengyel királyoknak, illetve azokat az alkalmakat, amikor a király fogadta a külföldi országok követeit.
Miután 1697-ben II. Ágostot választották meg, a kastély állapota ismét romlásnak indult. Egy újabb konfliktus XII. Károly svéd királlyal jelentősen korlátozta a király költségvetését. A problémák ellenére 1698-ban II. Ágost megbízást adott a rezidencia átépítésére. Ezt 1700-ban a külföldről érkezett Johann Friedrich Karcher végezte el. 1702. május 25-én a svédek újra elfoglalták a varsói királyi kastélyt, 500 ágyas kórházat alakítottak ki benne, a képviselőház és a miniszterek szobáiba pedig istállót helyeztek el. 1704-ben a lengyel hadsereg ostroma során a kastélyt visszafoglalták, azonban rövid időn belül ismét a svéd hadsereg szerezte vissza. 1707-ben a II. Ágost és XII. Károly közötti békeszerződés értelmében az orosz szövetséges csapatok bevonultak Varsóba, és I. Péter orosz cár letelepedett a várban. 1707-ben az orosz csapatok két hónap múlva kivonultak Varsóból, magukkal vitték a várból a műkincseket, köztük Tommaso Dolabella képeit, amelyek között két, az oroszok számára igen fontos kép is volt: a Szmolenszk védelme és a IV. Vaszilij orosz cár kénytelen térdre borulni III. Zsigmond lengyel király előtt című alkotások. IV. Ulászló operaháza teljesen elpusztult, és soha többé nem állították helyre.
A Karcher tervei szerinti átépítés 1713 és 1715 között kezdték meg. 1717-re az országgyűlés terme teljesen újjáépült, és attól kezdve a szász uralkodók koronázási termeként szolgált. A következő években, 1722 és 1723 között a kastély többi termét is átalakították Joachim Daniel von Jauch építész irányításával, felépítették az új szenátusi termet, és az összes berendezési és dísztárgyat átköltöztették a régiből az új helyre, többek között 60 lengyel tartomány címerét,a  lambériát, a stukkókat és lizénákat. 1732. május 31-én tűz ütött ki a kastélyban, amely elpusztította a nyugati homlokzatot, a Zsigmond-torony egy részét és a külső homlokzati szobrokat, az úgynevezett armatúrát.
A királyi kastély következő jelentő átépítése 1733-ban kezdődött meg, miután III. Ágostot királlyá választották. Az 1734-ben elkészült, majd 1737-ben Gaetano Chiaveri építész által átdolgozott tervek többek között a kastély Visztula felőli homlokzatának rokokó stílusban történő átépítését irányozták elő, amely egy új, úgynevezett szász emeletet volt hivatott kialakítani, valamint az északkeleti rész átalakítását az Altana-toronnyal, ahol 3 kétszintes rizalit beépítését tervezték. Az ezen tervek szerinti átépítési munkálatok különböző intenzitással 1740 és 1752 között zajlottak. Az 1740-1747 közötti időszakban a Visztula felőli homlokzatot késő barokk stílusban átépítették Gaetano Chiaveri, Carl Friedrich Pöppelmann és Jan Krzysztof Knöffel építészek vezetésével. Az egyik legjobb szobrász, aki ebben az időszakban a kastélyon dolgozott, Jan Jerzy Plersch volt, aki a Visztula felőli középső rizalit tetején, a szász homlokzaton a királyi koronákat tartó, híres figuráknak nevezett királyi stukkókat és szobrokat készítette. A korszak utolsó átépítési munkálatai 1763 végére, III. Ágost halála után fejeződtek be, amikor Plersch elkészítette az utolsó szobrokat és tartományi címerekkel ellátott szegélyeket a parlamenti terem számára.

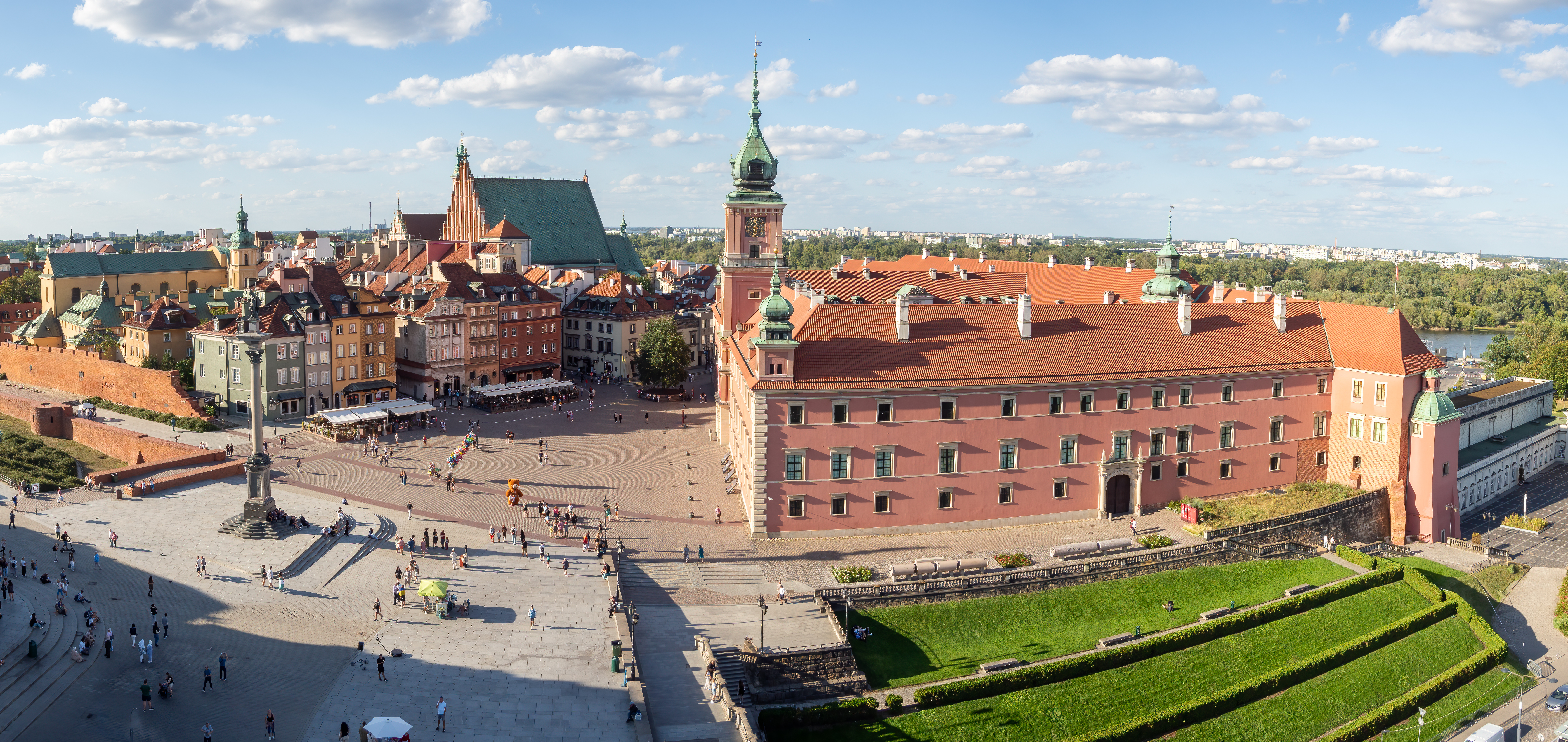
Panorámakép a Kastély térről, a tér közepén áll a Zsigmond-oszlop, a háttérben pedig a Szent János-főszékesegyház magasodik

## Galéria

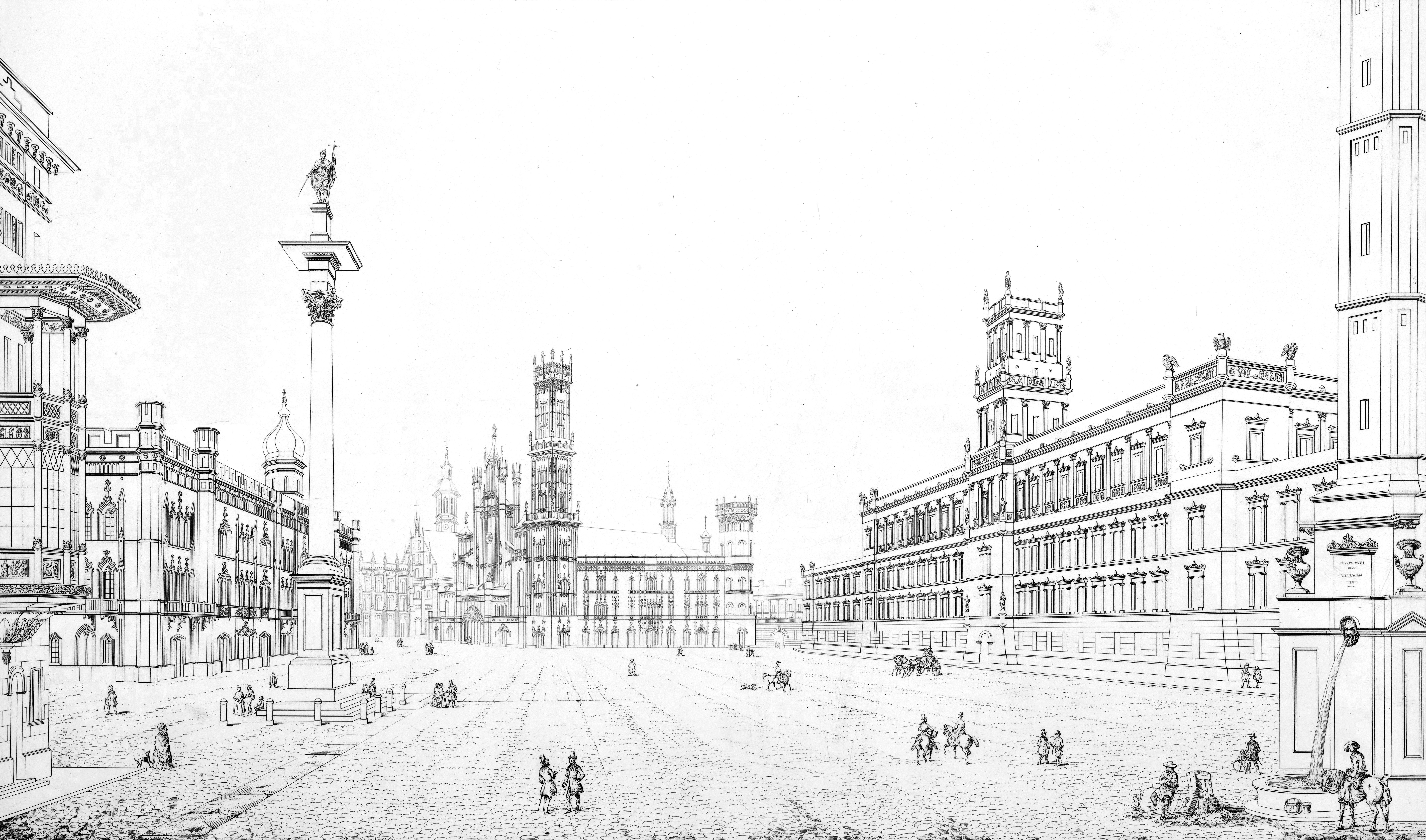
A Királyi palota újjáépítése, 1843, Adam Idźkowski

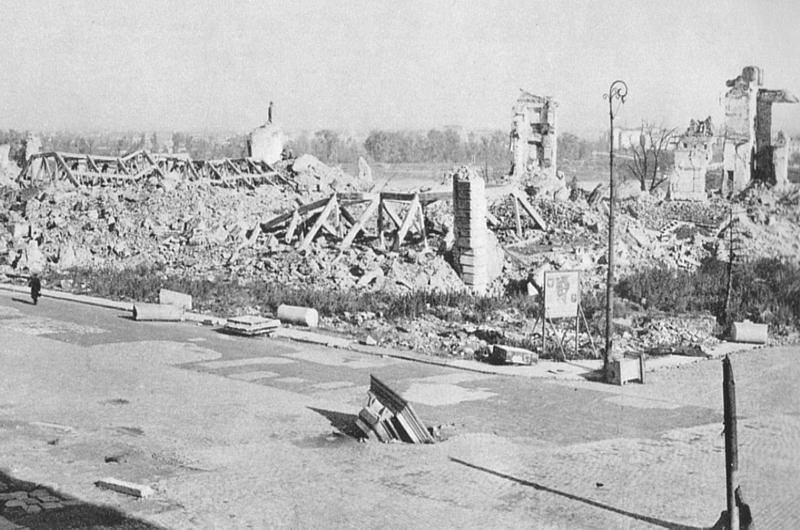
A Királyi palota romjai 1945-ben

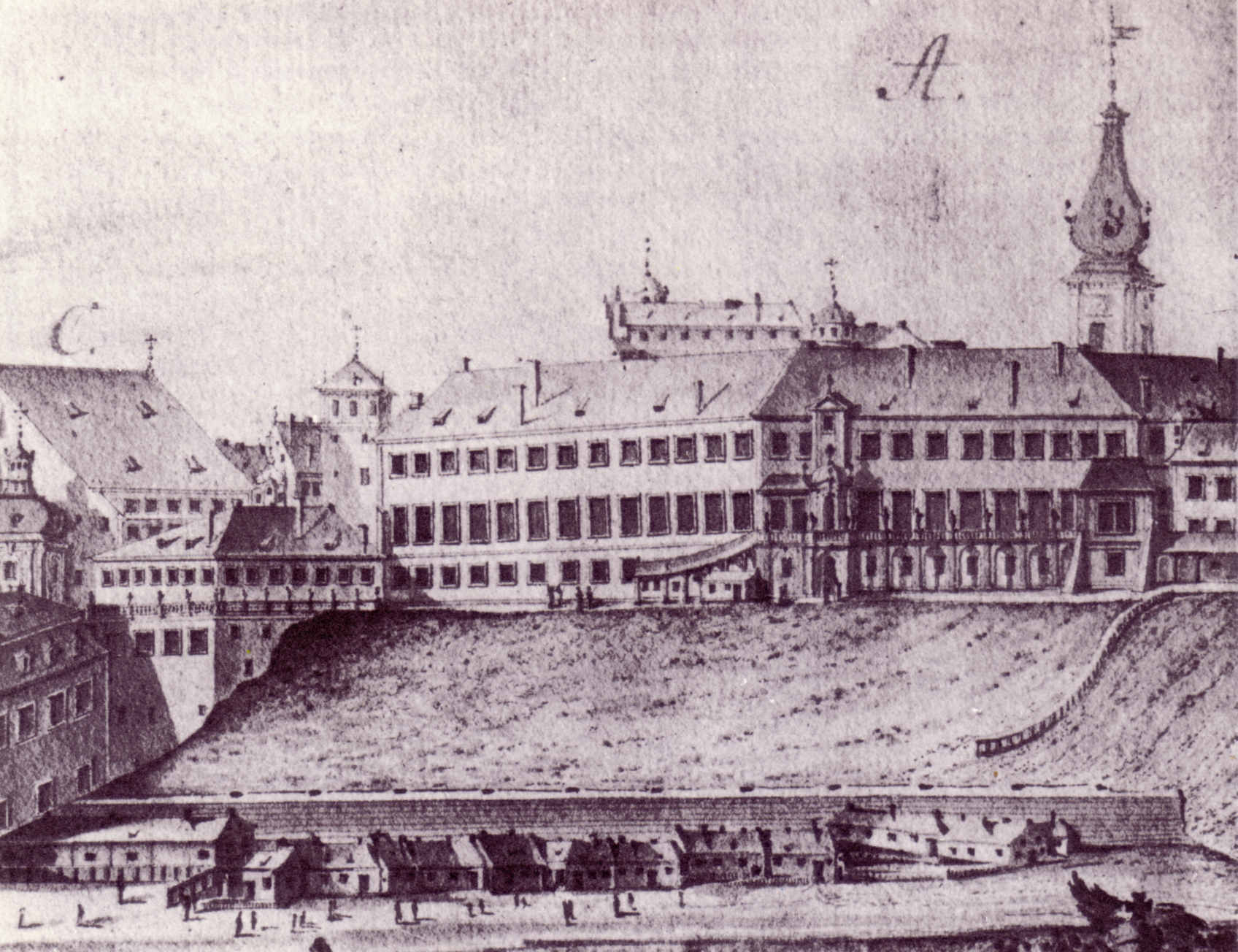
Királyi palota

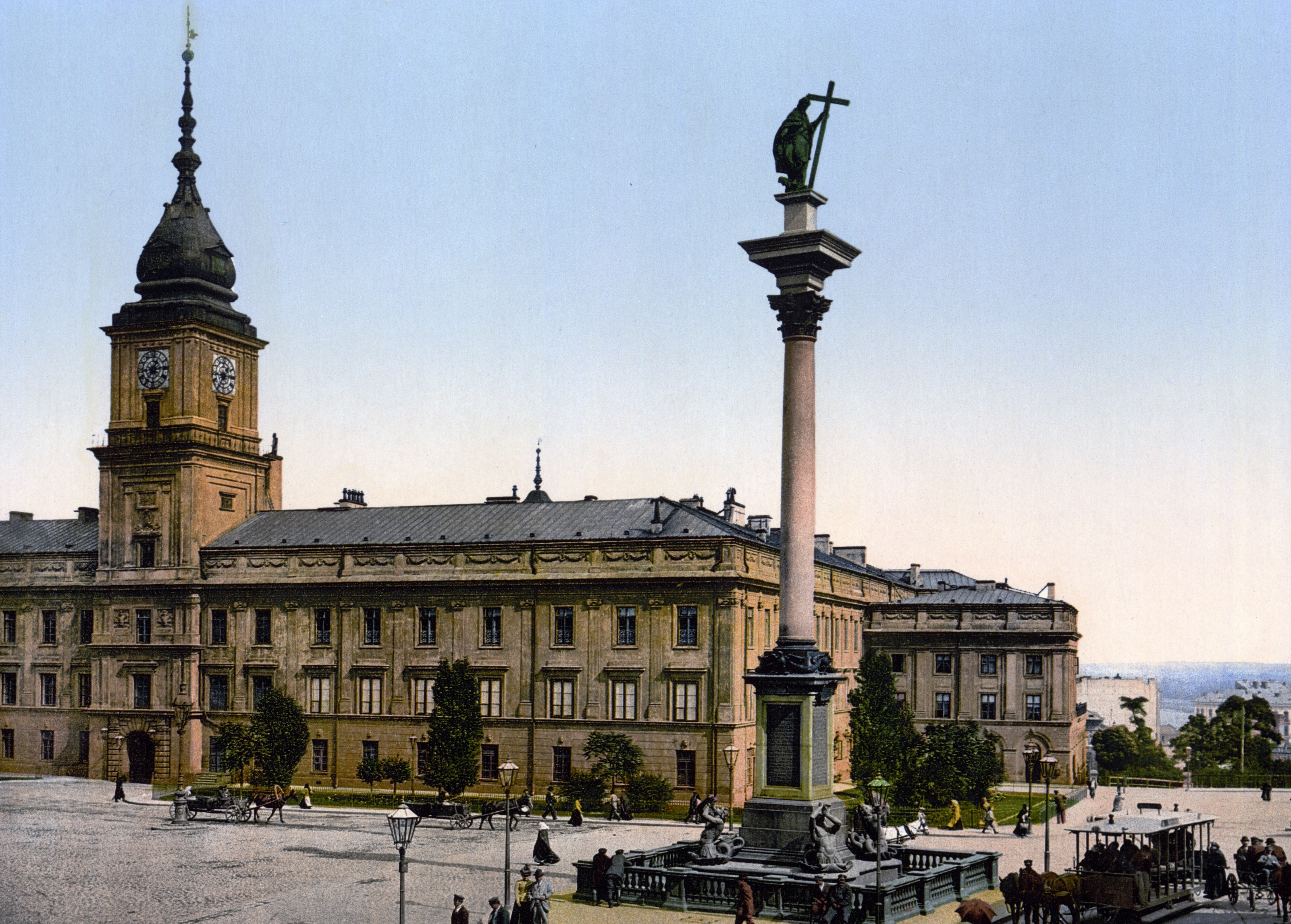
A királyi palota a 20. század elején

Műkincsek
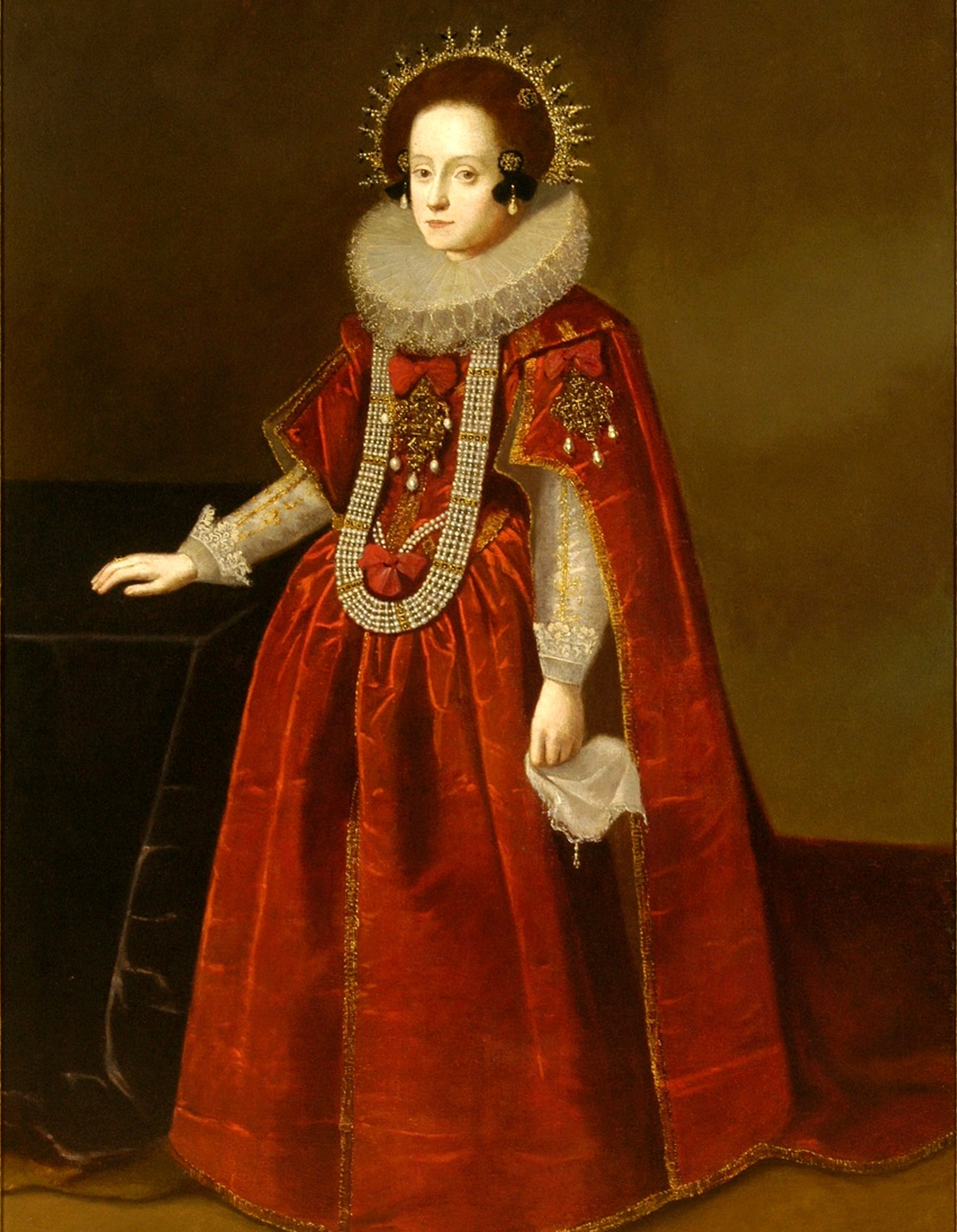
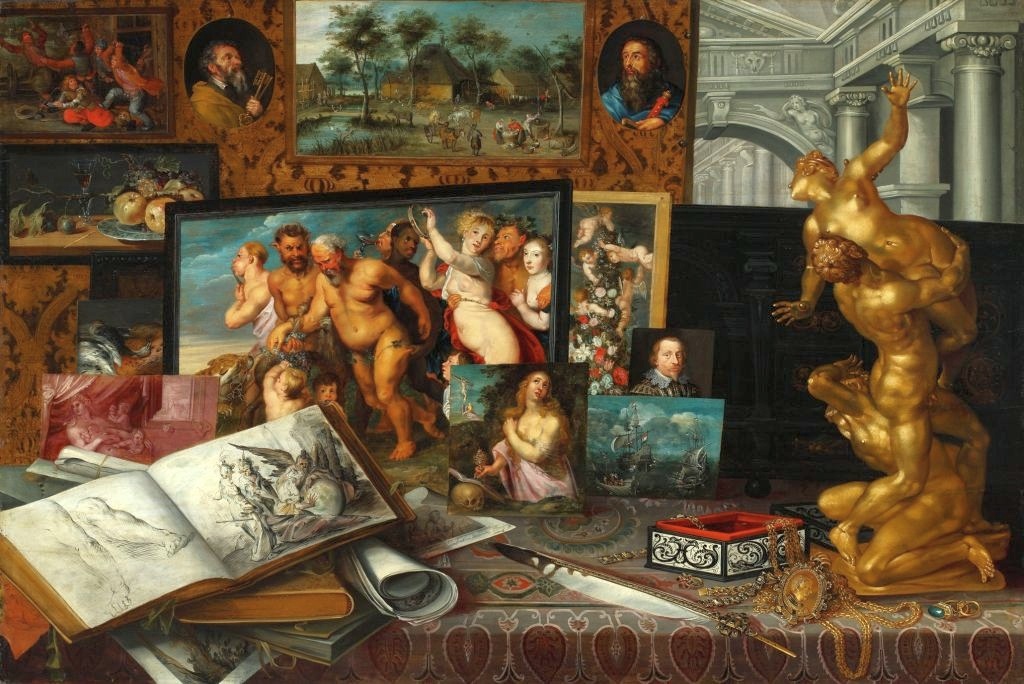
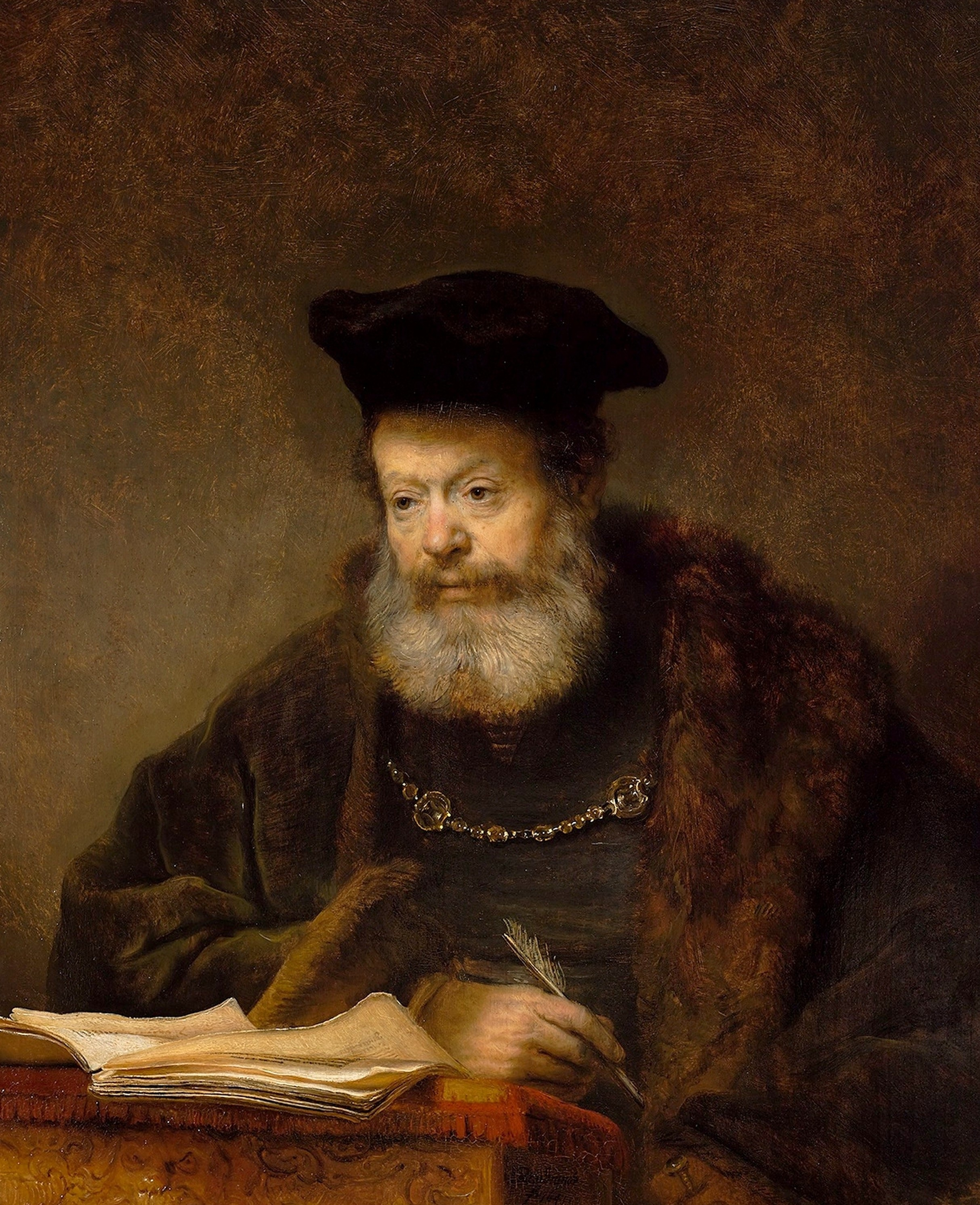
Rembrandt Harmensz van Rijn, 1641
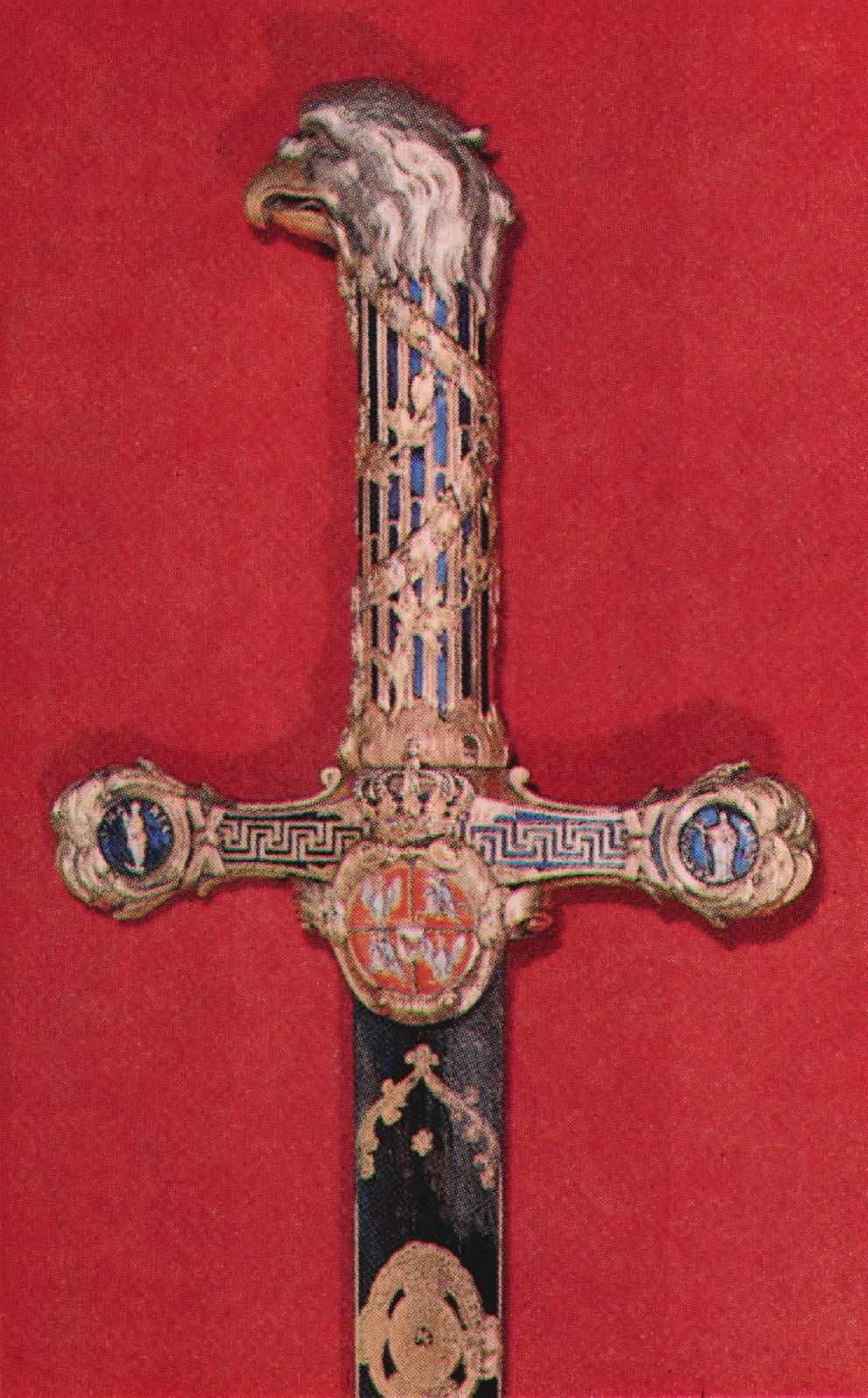

A kastély enteriőrje
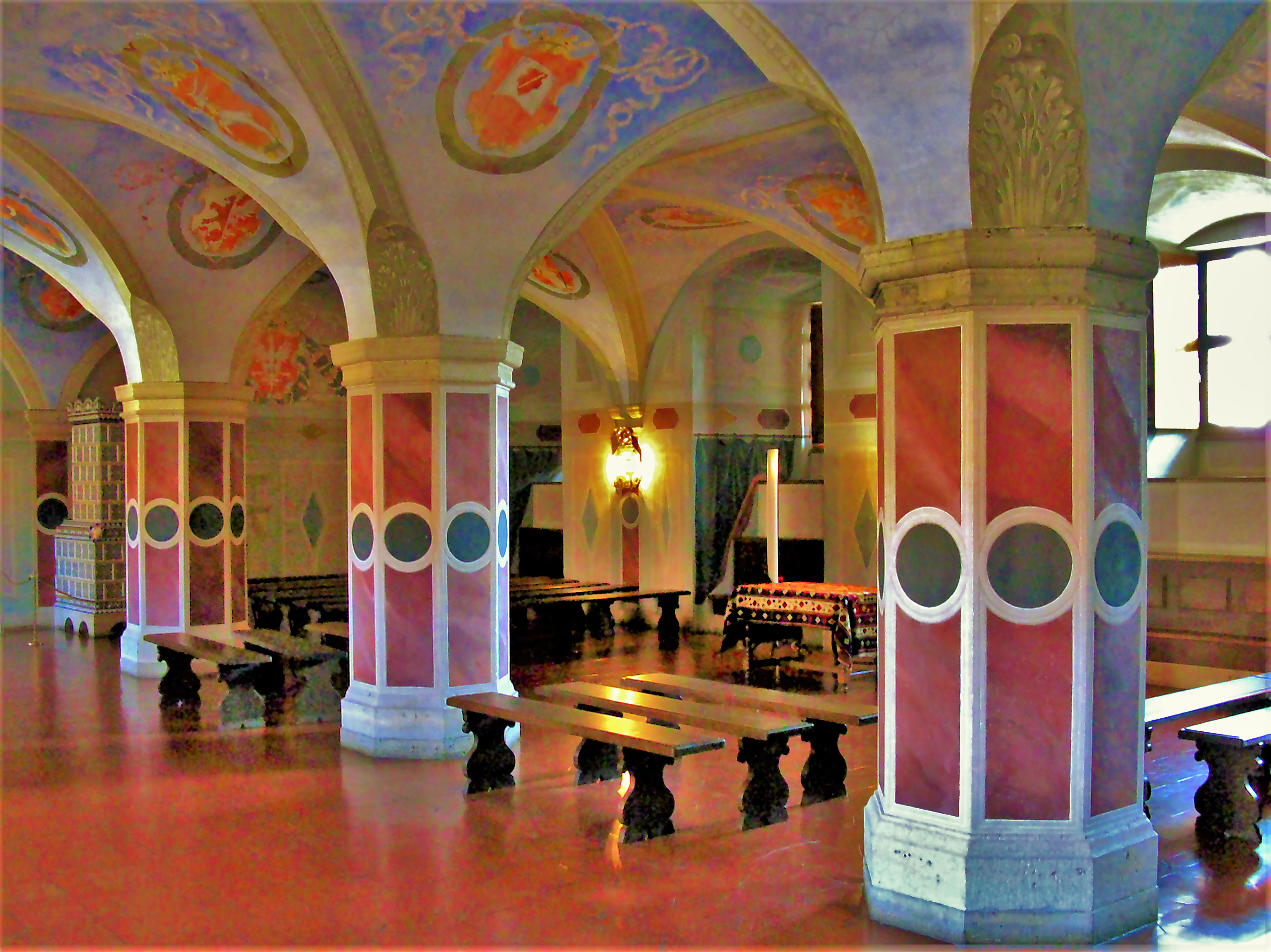
Régi képviselőház
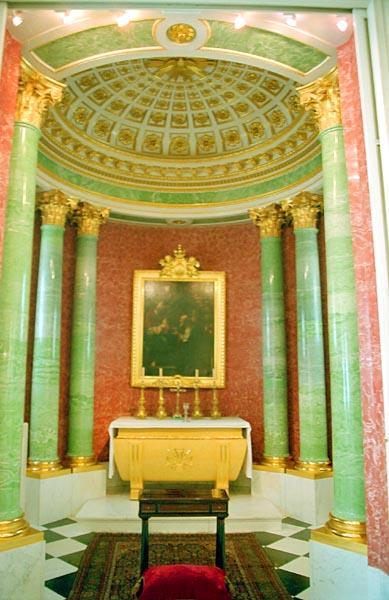
Királyi kápolna
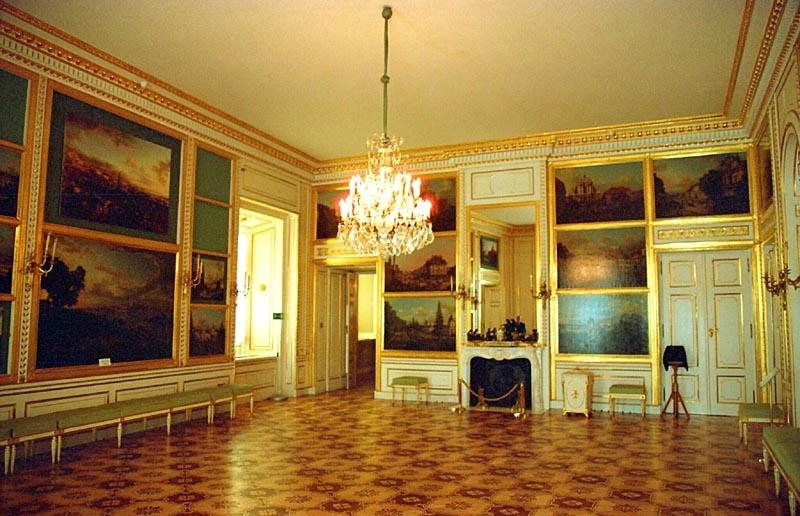
Canaletto terem
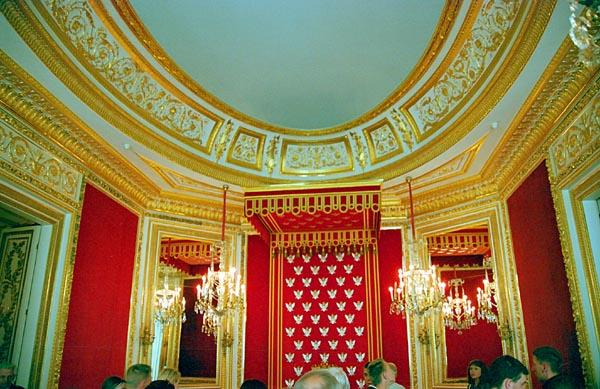
Trónterem
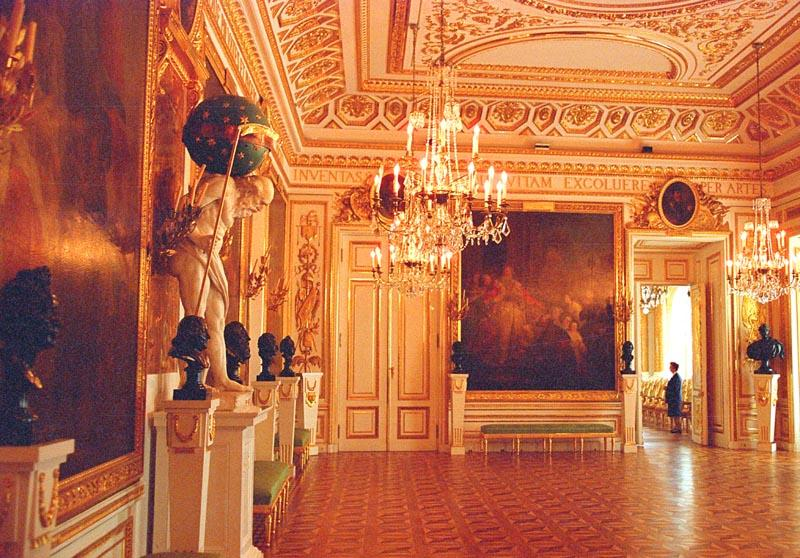
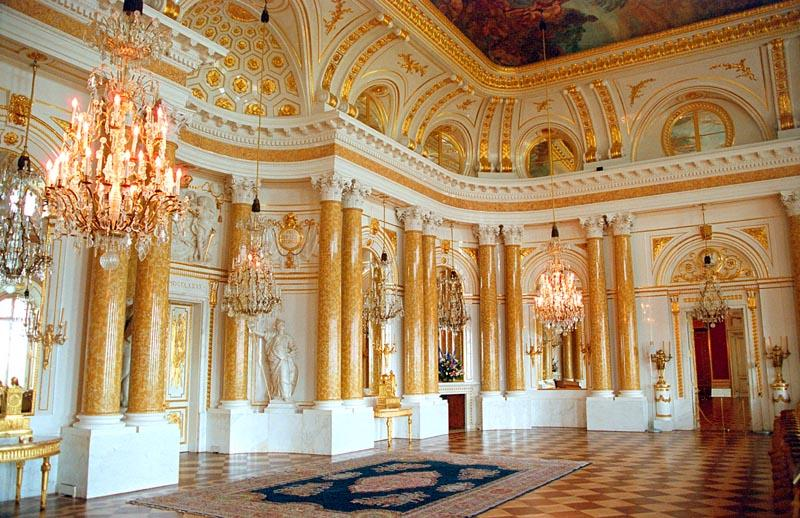
Gyűlés terem
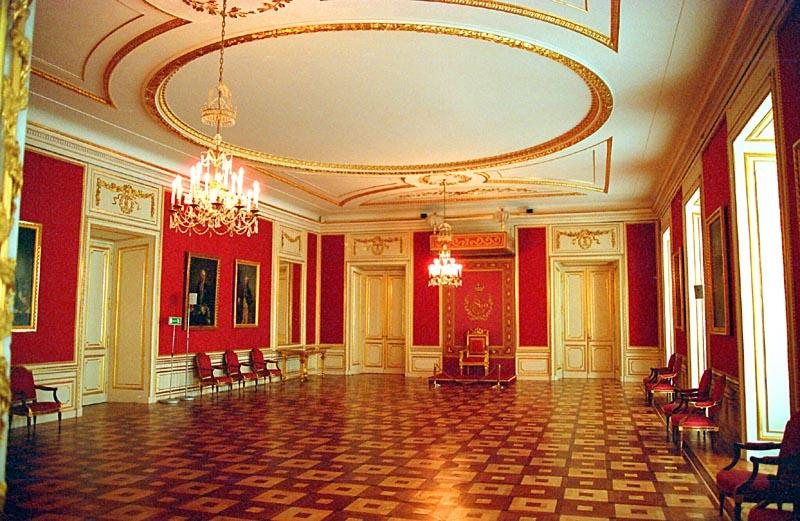
Tanács Kamara
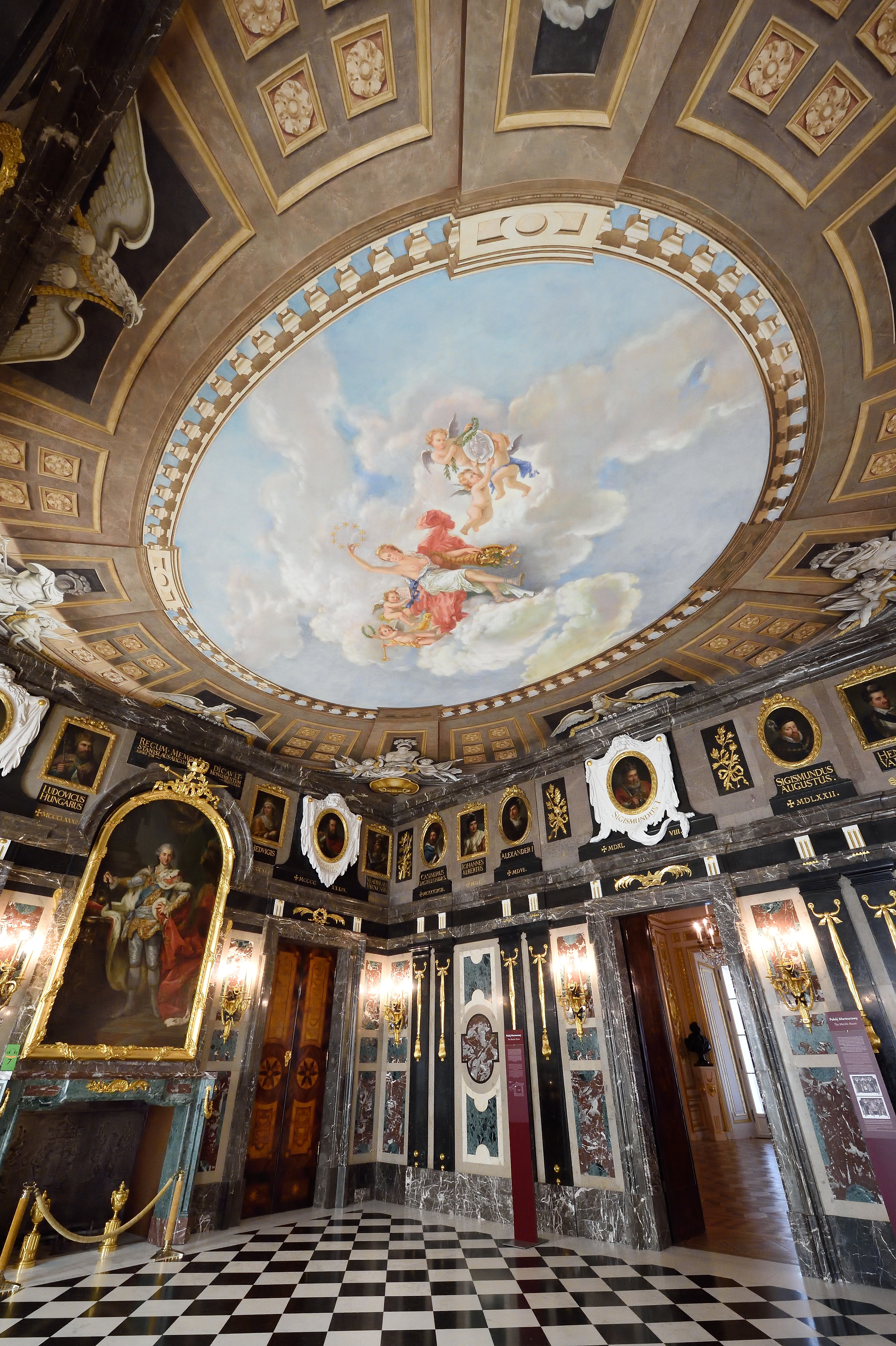
Márvány terem

## Fordítás
- Ez a szócikk részben vagy egészben  a   Royal Castle, Warsaw című angol Wikipédia-szócikk ezen változatának fordításán alapul.  Az eredeti cikk szerkesztőit annak laptörténete sorolja fel. Ez a jelzés csupán a megfogalmazás eredetét és a szerzői jogokat jelzi, nem szolgál a cikkben szereplő információk forrásmegjelöléseként.